# Anna Fransson
Anna Fransson, Anna Maria Fransson, född 16 augusti 1965, är en svensk socialdemokratisk före detta ombudsman och politiker. Hon var landstingsråd i Landstinget Kronoberg 2006-2018 (från 2015 regionråd i Region Kronoberg) och ersättare till förbundsstyrelsen för Sveriges Kommuner och Landsting. I september 2018 meddelade Fransson att hon lämnar politiken.